# Аміноацил-тРНК-синтетаза
Аміноацил-тРНК-синтетаза, аміноацил-тРНК-синтаза (АРС-аза) (англ. aaRS) — фермент (КФ 6.1.1), що активує амінокислоти та сполучає амінокислотні залишки з 3'-кінцями акцепторних гілок тРНК. АРС-ази є ферментами з високою специфічністю як відносно певної амінокислоти, так і тРНК, що їй відповідає.

## Хімічні реакції
Кожна АРС-аза каталізує дві хімічні реакції: активування амінокислоти та приєднання активованої амінокислоти до молекули транспортної РНК.
При активуванні амінокислоти фермент приєднує її до аденозинмонофосфату. Для цього від молекули АТФ відщеплюється два фосфатних залишки, які заміщуються на амінокислоту. Таким чином утворюється сполука аміноациладенілат. Розщеплення цієї сполуки є енергетично вигідним, відбувається з виділенням енергії. 
Аміноациладенілат утворює проміжний комплекс з активним центром ферменту АРС-ази. Цей тимчасовий комплекс атакує OH-групу в структурі рибози останнього аденозину акцепторного кінця транспортної РНК. Це може бути група в положенні 2' чи 3', залежно від класу аміноацил-тРНК-синтази. Після утворення зв'язку фермент від'єднується від утвореної аміноацил-тРНК. Руйнування зв'язку між амінокислотою та тРНК в рибосомі є також енергетично вигідним. Таким чином, єдиним джерелом енергії для приєднання амінокислоти до пептиду в рибосомі є одна молекула АТФ, задіяна для активації амінокислоти АРС-азою.

## Класифікація і структура
Існує 20 аміноацил-тРНК-синтетаз, по одній для кожної з 20 звичайних амінокислот, з яких складаються білки живих організмів. Аміноацил-тРНК-синтази не є гомологічними чи генетично спорідненими. За типом другої каталізованої реакції та структури АРС-ази розділяють на 2 групи: клас 1 і клас 2.
АРС-ази класу 1 зазвичай складаються лише з однієї білкової субодиниці, хоча деякі мають дві. Їх ферментативний центр знаходиться в оточенні структури укладки Россмана. У другій реакції амінокислота переноситься до 2'-OH-групи рибози. Потім, в акцепторному центрі рибосоми без участі аміноацил-тРНК-синтази амінокислота спонтанно обмінюється з 3'-OH-групою. До цього класу належать такі АРС-ази:
- Лейцил-тРНК-синтаза
- Валіл-тРНК-синтаза
- Ізолейцил-тРНК-синтаза
- Цистеїл-тРНК-синтаза
- Метіоніл-тРНК-синтаза
- Глутаміл-тРНК-синтаза
- Глутамініл-тРНК-синтаза
- Тирозил-тРНК-синтаза
- Аргініл-тРНК-синтаза
- Триптофаніл-тРНК-синтаза

До класу 2 належать АРС-ази, які складаються з 2 або 4 субодиниць, які утворюють гомодимери, гетеротетрамери або гомотетрамери. Їх ферментативний центр оточений β-шаром з 7 паралельних β-листків. У другій реакції аміноксилота одразу приєднується до 3'-OH-групи рибози. АРС-ази класу 2:
- Аспартил-тРНК-синтаза
- Аланіл-тРНК-синтаза
- Гістидил-тРНК-синтаза
- Проліл-тРНК-синтаза
- Серил-тРНК-синтаза
- Треоніл-тРНК-синтаза
- Фенілаланіл-тРНК-синтаза
- Аспарагініл-тРНК-синтаза
- Лізил-тРНК-синтаза
- Гліцил-тРНК-синтаза